# Tathwell
Tathwell – wieś w Anglii, w hrabstwie Lincolnshire, w dystrykcie East Lindsey. Leży 37 km na wschód od Lincoln i 202 km na północ od Londynu.